# Nguyễn Văn Trấn
Nguyễn Văn Trấn (1914 - 1998) còn gọi Bảy Trấn, là một nhà báo, nhà văn, nhà hoạt động cách mạng chống Pháp, Chính ủy Bộ Tư lệnh Khu 9 và giảng viên trường Nguyễn Ái Quốc.

## Tiểu sử
Nguyễn Văn Trấn sinh ngày 21 tháng 3 năm 1914 tại Chợ Đệm, huyện Bình Chánh, tỉnh Long An (nay thuộc Thành phố Hồ Chí Minh) trong một gia đình địa chủ khá giả.
Năm 1927, ông lên Sài Gòn học trường Pétrus Ký. Năm 1930, ông đậu Tú tài phần nhất. Chịu nhiều ảnh hưởng tư tưởng của Phan Chu Trinh và Nguyễn An Ninh, ông bỏ học và bắt đầu hoạt động cách mạng chống Pháp, sau ông đó gia nhập đảng Cộng sản Việt Nam.
Năm 1938, ông sáng lập tờ Le Peuple (Dân chúng).
Ngày 25 tháng 8 năm 1945, ông tham gia lãnh đạo cuộc cách mạng cướp chính quyền ở Sài Gòn. Do có những hành động quyết liệt với các phần tử đối kháng, ông bị gọi là hung thần Chợ Đệm. Có giả thuyết cho rằng Nguyễn văn Trấn là một trong ba người đã thực hiện việc giết Tạ Thu Thâu, hai người kia là Kiều Đắc Thắng  và Nguyễn Văn Tây .
Trong thời kỳ 9 năm kháng chiến (1946-1954), ông làm tới chức Chính ủy Bộ Tư lệnh Khu 9.
Năm 1951 ông tham gia Đại hội II Đảng Cộng sản Đông Dương, sau trở thành giảng viên trường Nguyễn Ái Quốc, rồi Vụ Phó Ban Tuyên huấn Trung ương.
Năm 1964, ông được bầu làm ủy viên Ủy ban Thống nhất trong kỳ họp thứ nhất, Quốc hội khóa III, ngày 03 tháng 7 năm 1964.
Sau khi về hưu, Nguyễn Văn Trấn cộng tác với nhiều tờ báo tại Việt Nam, như tờ Tuổi Trẻ cười, với bút hiệu Hai Cù Nèo và viết nhiều sách khảo cứu, tự thuật.
Trong những năm cuối đời, ông tỏ vẻ lo ngại về vai trò của Đảng Cộng sản. Ông từng tham gia Câu lạc bộ Những Người Kháng chiến cũ và ký vào bản kiến nghị 100 người năm 1988 kêu gọi thay đổi cách thức bầu cử. Theo tờ Asia Times Online, ông đã cho rằng Đảng đang xâm phạm quyền hạn của nhà nước và đã kêu gọi tạo luật lệ cho Đảng phải theo. Năm 1995, ông viết tập "Viết Cho Mẹ Và Quốc hội" và xuất bản với tư cách cá nhân tại Thành phố Hồ Chí Minh trong đó ông nhấn mạnh quyền tự do báo chí là nhân quyền cơ sở nhất. Tác phẩm này bị nhà cầm quyền cấm lưu hành một tuần sau khi xuất bản.
Năm 1997, ông là một trong 45 nhà văn được Tổ chức Theo dõi nhân quyền (Human Rights Watch) trao giải Hellman/Hammett dành cho các nhà văn bị đàn áp chính trị.
Ngày 1 tháng 5 năm 1998, ông qua đời tại Thành phố Hồ Chí Minh, hưởng thọ 85 tuổi.

## Các tác phẩm chính
- Chúng Tôi Làm Báo (1977)
- Chợ Đệm Quê Tôi (1985)[9]
- Chuyện Trong Vườn Lý (1988)
- Logich Vui (Nhà xuất bản Sự Thật 1992)
- Trương Vĩnh Ký, Con người và Sự Thật (1994)[10]
- Viết Cho Mẹ Và Quốc hội[6]